# Ginástica de trampolim nos Jogos Mundiais de 2013
A Ginástica de trampolim nos Jogos Mundiais de 2013 foi disputada no Coliseo El Pueblo, nos dias 28 a 31 de Julho de 2013.

## Medalhistas

### Masculino, Duplo-Mini
| Posição | País     | Atleta          | Pontuação |
| ------- | -------- | --------------- | --------- |
| Ouro    | Brasil   | Bruno Martini   | 75,400    |
| Prata   | Rússia   | Mikhail Zalomin | 75,200    |
| Bronze  | Portugal | Andre Lico      | 73,900    |

### Masculino, Trampolim Sincronizado
| Posição | País      | Atleta                           | Pontuação |
| ------- | --------- | -------------------------------- | --------- |
| Ouro    | China     | Dong Dong, Tu Xiao               | 52,500    |
| Prata   | Rússia    | Nikita Fedorenko, Dmitry Usjakov | 50,800    |
| Bronze  | Dinamarca | Peter Jensen, Christian Andersen | 48,600    |

### Masculino, tumbling
| Posição | País        | Atleta            | Pontuação |
| ------- | ----------- | ----------------- | --------- |
| Ouro    | China       | Zhang Luo         | 77,300    |
| Ouro    | Ucrânia     | Viktor Kyforenko  | 77,300    |
| Bronze  | Reino Unido | Kristof Willerton | 73,600    |

### Feminino, Duplo-Mini
| Posição | País     | Atleta             | Pontuação |
| ------- | -------- | ------------------ | --------- |
| Ouro    | Rússia   | Svetlana Balandina | 69,400    |
| Prata   | Canadá   | Corissa Bouchuk    | 68,600    |
| Bronze  | Portugal | Silvia Saiote      | 68,200    |

### Feminino, Trampolim Sincronizado
| Posição | País        | Atleta                            | Pontuação |
| ------- | ----------- | --------------------------------- | --------- |
| Ouro    | Reino Unido | Amanda Parker, Katherine Driscoll | 47,300    |
| Ouro    | China       | Zhong Xingping, Li Dan            | 47,300    |
| Bronze  | Ucrânia     | Maryna Kyiko, Nataliia Moskvina   | 47,100    |

### Feminino, tumbling
| Posição | País        | Atleta          | Pontuação |
| ------- | ----------- | --------------- | --------- |
| Ouro    | China       | Jia Fangfang    | 71,000    |
| Prata   | Reino Unido | Rachael Letsche | 64,800    |
| Bronze  | Canadá      | Emily Smith     | 62,300    |